# Рамон Ередія
Рамон Армандо Ередія Руарте або просто Рамон Ередія (ісп. Ramón Armando Heredia Ruarte, нар. 26 лютого 1951, Кордова, Аргентина) — аргентинський футболіст, який грав на позиції захисника.

## Клубна кар'єра
Народився 1951 року в другому найбільшому місті Аргентини, Кордові. Футболом розпочав займатися в клубі «Сан-Лоренсо», до першої команди якої переведений 1969 року. Виступав за «Сан-Лоренсо» до 1973 року, за цей час на позиції захисника та опорного півзахисника зіграв 119 матчів у Прімера Дивізіоні (відзначився 19-а голами). Виступав у команді разом з Роберто Тельчем, Рубеном Аялою та Родольфо Фішером, разом з якими 1972 року виграв чемпіонат Аргентини. Того року «Сан-Лоренсо» виграв як Торнео Насіональ, так і Торнео Метрополітано.
Влітку 1973 року Рамон Ередіа, після чотирьох дуже успішних років у «Сан-Лоренсо де Альмагро», перебрався до Європи. Рамон підписав контракт з клубом іспанської Прімери «Атлетіко» (Мадрид). Напередодні переходу «матрасники» виграли іспанський чемпіонат піж керівництвом австрійського тренера Макс Меркель. Напередодні переходу столичний клуб очолив аргентинець Хуан Карлос Лоренсо, а в команді виступали воротар Мігель Рейна, захисник Аделардо Санчес та нападник Хосе Еулохіо Гарате, які вийшли до фіналу Кубку європейських чемпіонів. На шляху до фіналу іспанці пройшли турецький «Галатасарай» (Стамбул), бухарестське «Динамо» з Румунії, «Црвену Звезду» з Югославії та шотландський «Селтік» (Глазго), проте у вирішальних поєдинках поступилися  німецькій Баварії (1:1 та 0:4). Незважаючи на поразку у фіналі Кубку європейських чемпіонів «Атлетіко» виступав на Міжконтинентальному кубку, оскільки німці вирішили не грати на вище вказаному турнірі. На Міжконтинентальному кубку іспанці зіграли з представником Аргентини «Індепендьєнте» (Авельянеда). З рахунком 1:0 в Аргентині та 2:0 в Мадриді команда Луїса Арагонеса перемогла суперника та перемогла на турнірі.
Наступні роки, проведені в «Атлетіко» (Мадрид), для Рамона також були успішними. Першим трофеєм у футболці нового клубу став Кубок Іспанії, його мадридці завоювали після перемоги (1:0) у фіналі над «Сарагосою». А в сезоні 1976/77 років «Атлетіко» віиграв іспанську Прімеру, випередивши на одне очко «Барселону». Наступного сезону разом з «матрасниками» дійшов до 1/4 фіналу Кубку європейських чемпіонів, де іспанці поступилися бельгійському «Брюгге».
Влітку 1977 року, по завершення чемпіонського для «Атлетіко» сезону, залишає іспанський клуб. Після цього Ередія переїждає до Франції, де підписує контракт з ПСЖ, який заснували 7-ма роками до цього. За два роки, проведені в паризькому клубі, основним гравцем так і не став. Влітку 1979 року 28-річний Рамон вирішує завершити кар'єру футболіста. Після цього повертається до Аргентини, де вирішує відновити футбольну кар'єру. З 1979 по 1981 рік Рамон виступає за скромний клуб «Сарменто Хунін».

## Кар'єра в збірній
У 1974 році головний тренер аргентинської збірної Владислао Кап викликав Ередію для участі на чемпіонаті світу в Німеччині. На мундіалі гравець мадридського «Атлетіко» був одним з провідних гравців команди, на позиції півзахисника відіграв у всих матчах Аргентини на турнірі. Аргентинці успішно пройшли перший груповий етап. Проте Рамон не зміг допомогти своїй збірній уникнути вильоту за підсумками другого групового етапу (аргентинці поступилися збірним Нідерландів та Бразилії, а також зіграли в нічию з НДР). У період з 1971 по 1974 рік зіграв 30 матчів у футболці національної команди.

## Кар'єра тренера
По завершенні кар'єри гравця розпочав тренерську діяльність. Сезон 1992/93 років розпочав на тренерському містку «Толедо», а завершив — у «Реал Авілі». Ще до завершенні сезону Хесус Гіл домовився про перехід Ередії на посаду головного тренера мадридського «Атлетіко» після звільнення Хосе Омара Пасторіси, незважаючи на те що проти такого кроку виступили гравці столичного клубу. Протягом того ж року залишив займану посаду, але після звільнення Жаіра Перерейри 1993 року виконував обов'язки головного тренера команди. За дві каденції на тренерському містку «Атлетіко» провів по 15 матчів в Ла-Лізі на посаді головного тренера команди.
Згодом тренував іспанські клуби «Кадіс», «Сан-Педро», «Реал Хаен» та «Мостолес». Потім повернувся до Аргентини, де планував продовжити тренерську кар'єру.

## Досягнення
«Сан-Лоренсо де Альмагро»
- Прімера Дивізіон Аргентини
  -  Чемпіон (2): 1972 (Насьональ), 1972 (Метрополітано)

«Атлетіко» (Мадрид)
- Ла-Ліга
  -  Чемпіон (1): 1976/77

- Кубок Іспанії
  -  Володар (1): 1975/76

- Міжконтинентальний кубок
  -  Володар (1): 1974